# Filmografia Jake’a Gyllenhaala

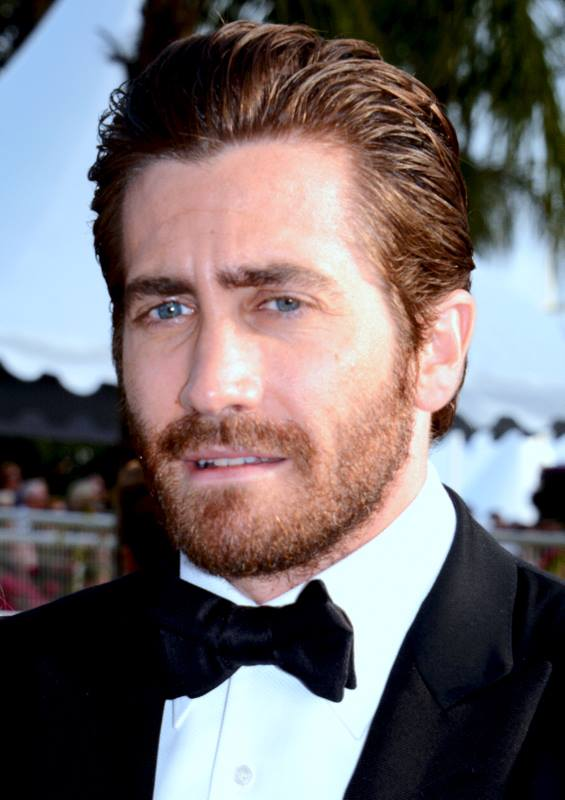
Jake Gyllenhaal na 68. Międzynarodowym Festiwalu Filmowym w Cannes (2015)

W zestawieniu filmografii Jake’a Gyllenhaala znajdują się filmy, w których brał udział jako aktor lub producent. Pojawił się w ponad trzydziestu filmach, trzech serialach telewizyjnych, jednej reklamie i czterech teledyskach. Zadebiutował niewielką rolą Danny'ego Robbinsa w komedii przygodowej Sułtani westernu w 1991.

## Filmy fabularne
- 1991: Sułtani westernu (City Slickers) jako Danny Robbins
- 1993: Ucieczka w nieznane (Josh and S.A.M.) jako Leon
- 1993: Niebezpieczna kobieta (A Dangerous Woman) jako Edward
- 1999: Dosięgnąć kosmosu (October Sky) jako Homer Hickam
- 1999: Amatorzy w konopiach (Homegrown) jako Jake/Blue Kahan
- 2001: Donnie Darko jako Donnie Darko
- 2001: Balonowy chłopak (Bubble Boy) jako Jimmy Livingston
- 2001: Pięknie i jeszcze piękniej (Lovely & Amazing) jako Jordan
- 2002: Życiowe rozterki (The Good Girl) jako Holden Worther
- 2002: Autostrada (Highway) jako pilot Kelson
- 2002: Mila księżycowego światła (Moonlight Mile) jako Joe Nast
- 2004: Pojutrze (The Day After Tomorrow) jako Sam Hall
- 2005: Jarhead: Żołnierz piechoty morskiej (Jarhead) jako Anthony Swofford
- 2005: Dowód (Proof) jako Hal
- 2005: Tajemnica Brokeback Mountain (Brokeback Mountain) jako Jack Twist
- 2005: The Man Who Walked Between the Towers jako narrator (głos)
- 2007: Transfer (Rendition) jako Douglas Freeman
- 2007: Zodiak (Zodiac) jako Robert Graysmith
- 2009: Bracia (Brothers) jako Tommy Cahill
- 2010: Miłość i inne używki (Love and Other Drugs) jako Jamie Randall
- 2010: Książę Persji: Piaski czasu (Prince of Persia: The Sands of Time) jako książę Dastan
- 2011: Kod nieśmiertelności (Source Code) jako Colter Stevens
- 2012: Bogowie ulicy (End of Watch) jako oficer Taylor
- 2013: Labirynt (Prisoners) jako David Loki
- 2013: Wróg (Enemy) jako Adam Bell/Anthony Clair
- 2014: Wolny strzelec (Nightcrawler) jako Louis 'Lou' Bloom
- 2015: Accidental Love[2] jako Howard Birdwell
- 2015: Do utraty sił[3] (Southpaw) jako Billy 'The Great' Hope
- 2015: Everest[4][5] jako Scott Fischer
- 2015: Destrukcja[6] (Demolition) jako Davis Mitchell
- 2016: Zwierzęta nocy[7] (Nocturnal Animals) jak Tony Hastings/Edward Sheffield
- 2017: Life jako David Jordan
- 2017: Okja[8] jako Johnny Wilcox
- 2017: Niezwyciężony[9] (Stronger) jako Jeff Bauman
- 2018: Kraina wielkiego nieba[10] (Wildlife) jako Jerry Brinson
- 2018: Bracia Sisters[11] (The Sisters Brothers) jako John Morris
- 2019: Velvet Buzzsaw[12] jako Morf Vandewalt
- 2019: Spider-Man: Daleko od domu[13] (Spider-Man: Far From Home) jako Quentin Beck/Mysterio
- 2021: Winni (The Guilty) jako Joe Baylor
- 2022: Ambulans (Ambulance) jako Danny Sharp
- 2023: Przymierze (Guy Ritchie's The Covenant) jako sierżant sztabowy John Kinley
- 2024: Road House jako Dalton